# Wilhelmsruh

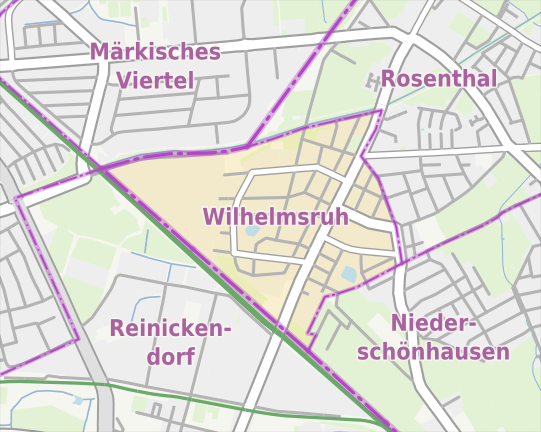
Mappa del quartiere

Wilhelmsruh è un quartiere (Ortsteil) di Berlino, appartenente al distretto (Bezirk) di Pankow.